# Piphat Apiraktanakorn

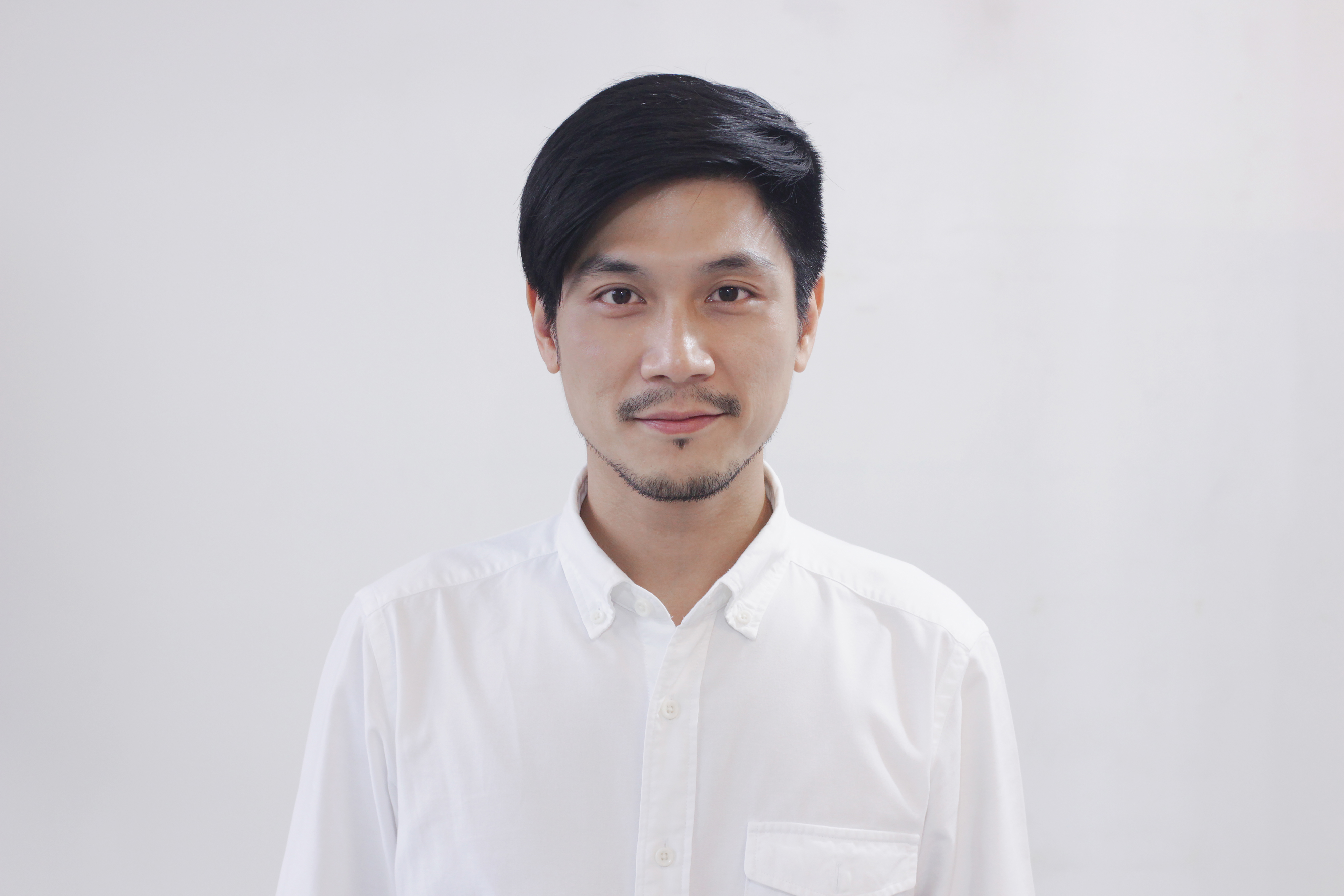
Piphat Apiruktanakorn (2014)

Piphat Apiraktanakorn oder Pipat Apiruktanakorn (thailändisch พิพัฒน์ อภิรักษ์ธนากร; * 18. April 1980) ist ein thailändischer Designer, Fernsehmoderator und ehemaliger Schauspieler.

## Lebenslauf
Nachdem er die Srinakharinwirot-Universität, Fachrichtung Produktdesign, absolviert hatte, arbeitete Piphat Apiraktanakorn für Fernsehen und Kino. Allgemeine Bekanntheit erlangte er durch seine Rolle in Petchtai Wongkamlaos Film The Bodyguard (2004). In der Folgezeit wurde er für weitere vaterländische Filme engagiert, die jedoch meist außerhalb Thailand unbekannt bleiben. Unter der Leitung von Ph.D. Singh Intrachooto (thailändisch สิงห์ อินทรชูโต) machte Apiraktanakorn seinen Master-Abschluss mit einer Arbeit aus dem Bereich des Ecodesigns. Derzeit arbeitet er fast ausschließlich als Designer. 2015 heiratete er die thailändische Schauspielerin Siraphan Wattanajinda und gemeinsam gründeten sie die GmbH „Kid Kid“.

## Auszeichnungen
- 12 Product Heroes
- 2010: Design Excellence Award 2010
- 2012: Design for Asia Award 2012
- 2012: Design Excellence Award 2012
- 2013: Design Excellence Award 2013[5]